# 城南 (金沢市)
城南（じょうなん）は、石川県金沢市の町名。現行行政地名は城南1丁目から2丁目。全域で住居表示実施済み。郵便番号は920-0966。

## 概要
城南は、笠舞本町・笠舞・菊川・大桑町・法島町に囲まれている。

## 歴史

### 旧町名の概要
角場川岸町（かくばかわぎしまち）
- 地子町

上・下富山町（かみ・しもとやままち）
- 地子町

中野町一～三番丁（なかのまちいち～さんばんちょう）
- 地子町

平野町（ひらのまち）
- 地子町

藤棚（ふじだな）
- 地子町

### 沿革
- 1964年（昭和39年）4月1日 - 住居表示実施により、台所町一番丁・上富山町・下富山町・中野町一番丁・中野町二番丁・中野町三番丁・平野町・藤棚の全部と台所町二番丁・角場川岸町・菊川町・梅ヶ枝町・松本町・笠舞町の各一部をもって成立[4]。
- 1973年（昭和48年）6月1日 - 住居表示実施により、笠舞町・大桑町の各一部を編入[5]。

## 小中学校の校区
城南1丁目1 - 23、2丁目1 - 42の住民が市立小学校に通う場合は犀桜小学校、それ以外は南小立野小学校に、市立中学校に通う場合は城南中学校に通う。

## 施設
- 金沢市立城南中学校
- ニュー三久本社

## 交通

### バス
- 北鉄金沢バス 笠舞駅西線　川上、城南二丁目、笠舞本町、城南一丁目バス停